# Ney (site préhistorique)
Pour les articles homonymes, voir Ney.
Le site préhistorique de Ney a été découvert en 1878 par Louis Abel Girardot, qui publia les résultats de ses recherches l'année suivante. Située sur la commune de Ney dans le Jura, elle a livré des vestiges datant de la fin du Néolithique et du début de l'Âge du bronze.

## Le site
Au début de sa carrière de géologue, Louis Abel Girardot s’intéresse aux reculées de Balerne et de Ney. La première, jugée sans intérêt archéologique, est située à l’ouest, entre Monnet-la-Ville et Ney ; et la seconde, au sud-ouest du village de Ney. Cette dernière est plus étendue et doit son origine, comme celle de Balerne, à une érosion qui, après enlèvement des calcaires supérieurs, a pénétré profondément dans les couches marneuses du Jurassique moyen. Cette région englobe également le bois de Ney sur la route de Ney à Loulle.
Les fouilles se situent dans les lieux-dits  Grande Châtelaine et Petite Châtelaine et, plus précisément, au pied du pic de la Châtelaine dans une couche archéologique de terre très noire où sont présents des débris de poteries, des ossements et les restes d'un foyer. L.A. Girardot est aidé dans ses recherches et ses prélèvements par François Félicien Paget, de Loulle, qui effectua ultérieurement les fouilles du tumulus de Menétrux-en-Joux.

## Les découvertes

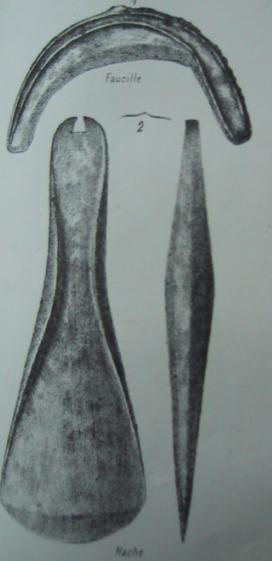
Objets en bronze : faucille et hache

Tous les objets découverts sur le site sont conservés au musée de Lons-le-Saunier. Ils comprennent :
- un petit fragment d’objet en bronze ;
- une hachette de pierre entièrement polie (euphotide) ;
- une hache en bronze ;
- cinq grès à polir ou à affiler et un grès à aiguiser ;
- deux percuteurs en quartzite ;
- un percuteur en silex (chloritoschiste) du Purbeck des environs (Le Frasnois ou Châtelneuf ?) ;
- des cailloux calcaires roulés arrondis (en provenance de Salins ?) ;
- plus de 3 000 débris de poteries, appartenant à plus de 340 vases différents, confectionnés sans l'emploi du tour, présentant des ressemblances avec celles trouvées à Baume-les-Messieurs vers 1865 ;
- des dents et ossements volontairement fragmentés en provenance d’animaux (porcs, sangliers, bœufs, moutons, chèvres, cheval, cerf et chien domestique) ;
- des restes de fruits : coques de glands, coquilles de noisettes ;
- des objets divers : hématite ayant pu fournir des colorants rouges, fragments de bracelets en terre.

## Conclusions
Ce site constituait probablement un abri sous roche occupé temporairement par des groupes de pasteurs. Il semble avoir fait l’objet, à l'époque, de plusieurs nivellements avant de s’effondrer ultérieurement. Le site date de l’Âge du bronze comme l'indique la découverte d’objets en bronze sur le site ou dans les environs, ainsi que par la présence d’un certain nombre de vases à anses. La faible quantité d’instruments en bronze par rapport aux nombreux outils en pierre polie avait conduit L.A. Girardot à définir à partir de ce site une période intermédiaire entre le Néolithique et l’âge du bronze nommée « époque cébennienne ».

## Sources
- Louis Abel Girardot, « Notice sur la station préhistorique de Ney », Bulletin de la Société d'émulation du Jura, 1879.